# Hals (anatomie)
De hals is anatomisch gezien het deel van een lichaam aan de borstzijde, dus  tussen het hoofd en de romp. Het deel aan de rugzijde wordt nek genoemd. Bovenaan de hals zit de keel, waar de ademhaling en de voedselweg samenkomen. Onder meer het strottenhoofd met de adamsappel en de luchtpijp, maar ook de halsslagaders, de schildklier, bijschildklieren en het begin van de slokdarm liggen in het halsgebied.
De hals is ook een begrip uit de mode. Een decolleté is bijvoorbeeld een diep uitgesneden hals.

Afbeeldingen
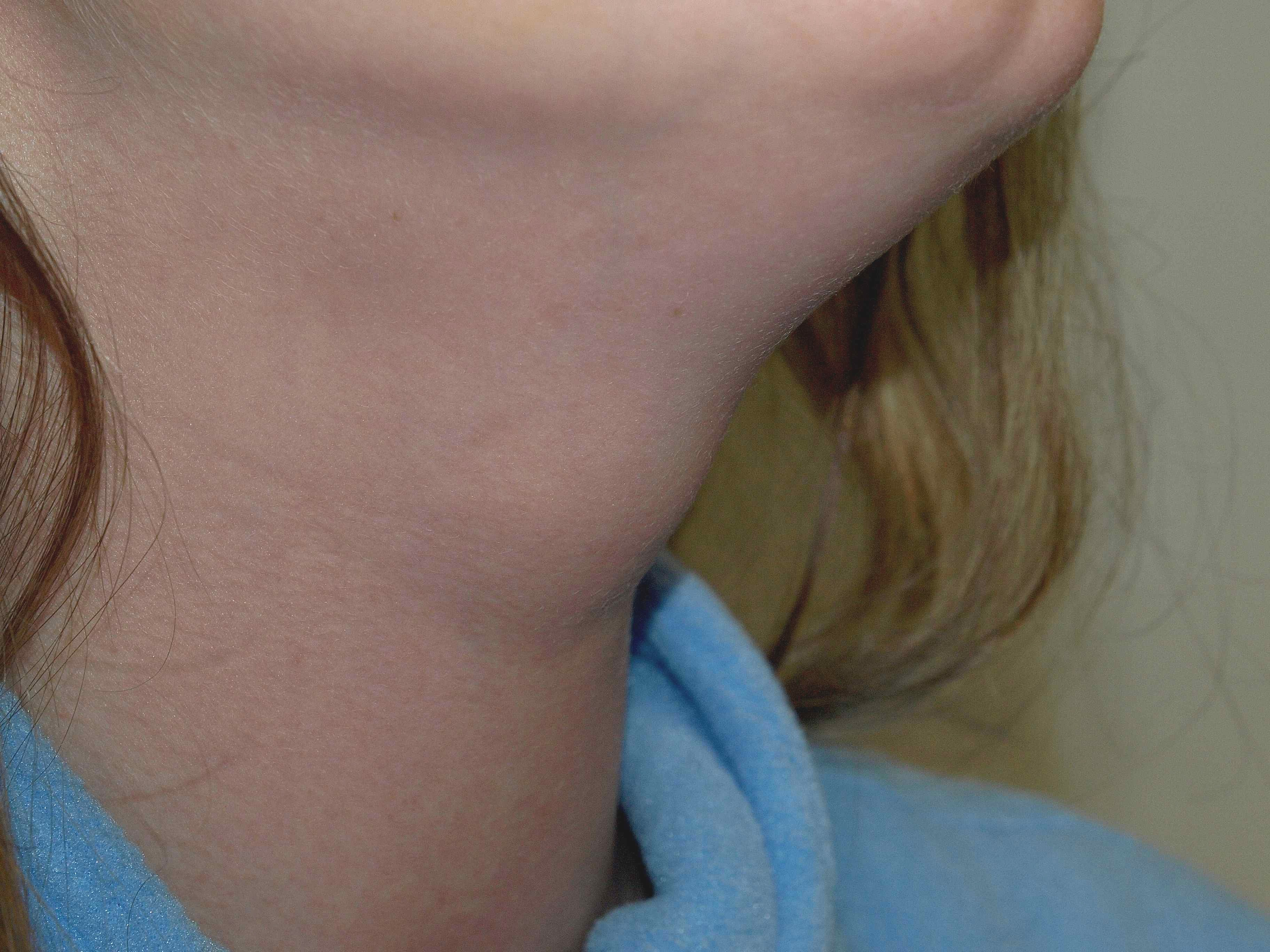
de hals
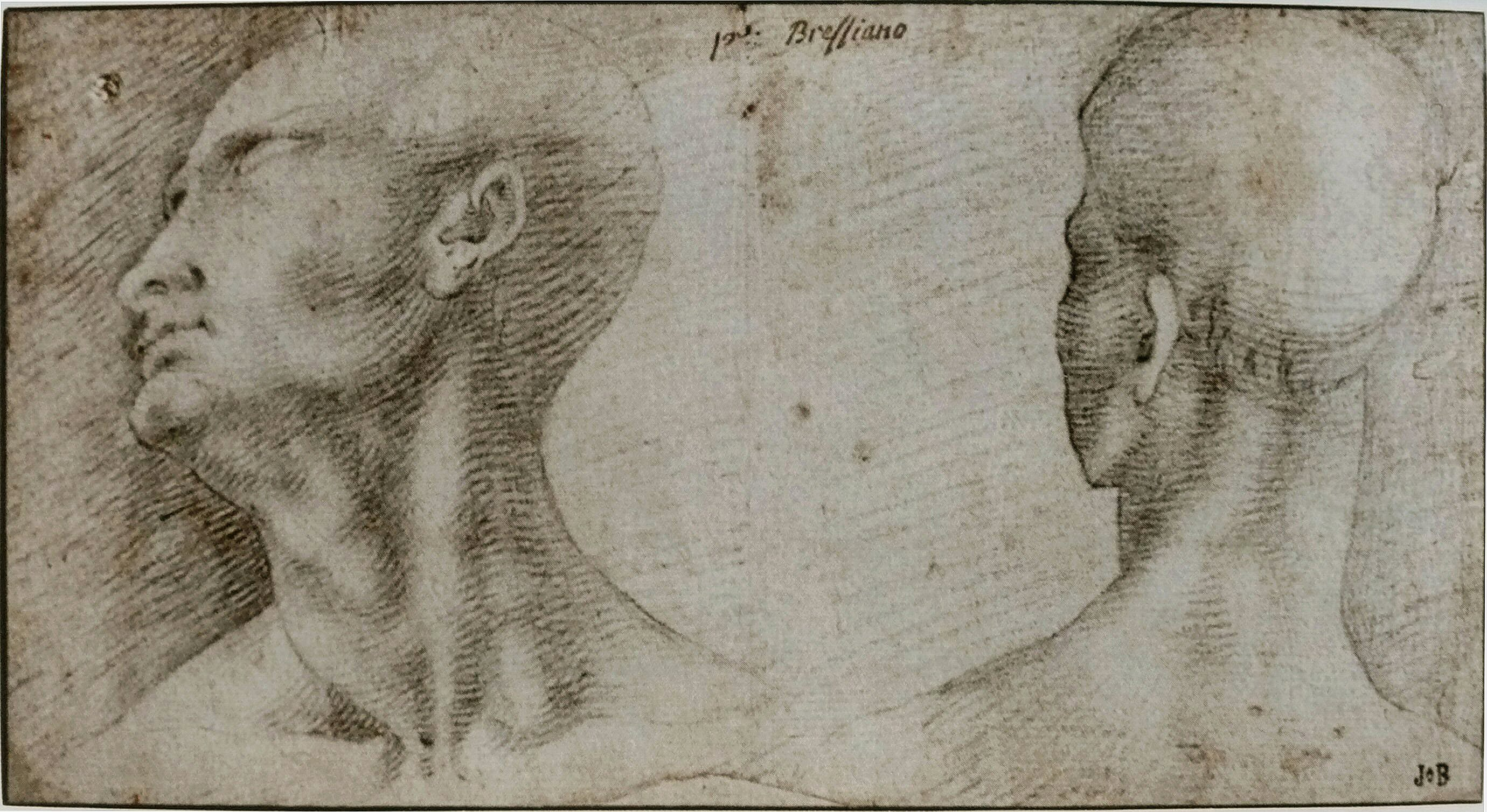
links de hals van een mens, rechts de nek tekening uit de 16e eeuw